# Nolana acuminata
Nolana acuminata är en potatisväxtart som först beskrevs av John Miers, och fick sitt nu gällande namn av John Miers och Michel Félix Dunal. Nolana acuminata ingår i släktet cymbalblommor, och familjen potatisväxter. Inga underarter finns listade i Catalogue of Life.